# Meiya Tirera
Meiya Tirera (née le 15 avril 1986) est une joueuse malienne de basket-ball féminin. Elle a concouru pour le Mali aux Jeux olympiques de 2008,.

## Palmarès
- Médaille d'or des Jeux africains de 2015
- Médaille d'argent au championnat d'Afrique 2009
- Médaille de bronze au championnat d'Afrique 2011
- Médaille de bronze au championnat d'Afrique 2017 au Mali
- Médaille de bronze au championnat d'Afrique 2019 au Sénégal